# Раждавичка белвица
Раждавичка или Ръждавичка белвица е български сорт череша, разпространен в Кюстендилско, главно в землищата на селата Шипочано, Раждавица, Дворище, Коняво и други. През 1971 година заема 7,55%, а през 1976 – 4,5% от всички черешови дървета в Кюстендилски окръг.
Плодовете на Раждавичката белвица са едри, сърцевидни, розовочервени върху жълтеникав фон, с отделяща се костилка, неподходящи за механизирана беритба и транспорт. Узрява към средата на юни. Плодовото месо е жълтеникаво, меко, нежно, сочно, много сладко, слабо кисело, с отлични вкусови качества. Сокът е безцветен. Дървото е силно растящо с широко пирамидална до кълбовидна корона, родовито. Сортът е силно чувствителен на цилиндроспориоза.